# Linia kolejowa Pečky – Kouřim
Linia kolejowa Pečky – Kouřim – jednotorowa, niezelektryfikowana regionalna linia kolejowa w Czechach. Łączy Pečky i Kouřim. W całości znajduje się w kraju środkowoczeskim.